# Cyperus enervis
Cyperus enervis är en halvgräsart som beskrevs av Robert Brown. Cyperus enervis ingår i släktet papyrusar, och familjen halvgräs. Inga underarter finns listade i Catalogue of Life.